# Łutowie
Łutowie (biał. Лутоўе, Łutouje; ros. Лутовье, Łutowje) – wieś na Białorusi, w obwodzie homelskim, w rejonie żytkowickim, w sielsowiecie Marocharawa.

## Historia
Dawniej chutory. W latach 1919–1920 znajdowało się pod Zarządem Cywilnym Ziem Wschodnich, w okręgu brzeskim, w powiecie mozyrskim. W wyniku traktatu ryskiego miejscowość weszła w skład Związku Sowieckiego. Od 1991 w niepodległej Białorusi.